# Corydalis magni
Corydalis magni är en vallmoväxtart som beskrevs av Pusalkar. Corydalis magni ingår i släktet nunneörter, och familjen vallmoväxter. Inga underarter finns listade i Catalogue of Life.